# Houda Ben Daya
Houda Ben Daya (in arabo هدى بن داية‎?; Tunisi, 21 luglio 1979) è una judoka tunisina.
Ha rappresento la Tunisia ai Giochi olimpici estivi di Atene 2004. Ha vinto la medaglia di bronzo ai Giochi del Mediterraneo di Tunisi 2001 nella categoria 78 chilogrammi.

## Palmarès
- Giochi del Mediterraneo

Tunisi 2001: oro nella categoria 78 chilogrammi